# Sberbank
Sberbank (en russe : Сбербанк) est une banque russe.

## Historique
Ses lointaines origines remontent à 1841, l'année où l'Empereur Nicolas Ier, sous l'impulsion de Georges Cancrin, promulgua un oukaze favorisant la création de banques d'épargne fiables.
Fondée en 1991, c'est la plus grande banque de crédit en Russie. Elle compte comme clients 100 millions de personnes physiques et 1 million de personnes morales. Elle emploie 240 000 personnes (2012). PJSC Sberbank compte 87 succursales et bureaux de représentation dans 79 régions de Russie et 2 pays à l'étranger.
Elle a été désignée comme l'une des dix banques les plus sûres d'Europe centrale et orientale par Global Finance.
Le 5 septembre 2012, Sberbank et BNP Paribas Personal Finance annoncent la création d'une société de distribution de crédit. BNP Paribas Vostok LLC, détenue à 70 % par la banque russe et à 30 % par le groupe BNP Paribas, exercera ses activités sous marque française Cetelem.
En mai 2018, Emirates NBD annonce l'acquisition de Denizbank, une banque turque ayant plus de 700 agences et qui était détenue par Sberbank, pour 3,2 milliards de dollars.

### Années 2020
En novembre 2021, Sberbank annonce la vente d'une partie de ses filiales européennes notamment en Bosnie-Herzégovine, Chypre, Croatie, Hongrie, Serbie et Slovénie.
Au début de 2022, à la suite de l'intervention militaire russe en Ukraine, des sanctions occidentales touchant le système bancaire russe furent prises et entraînent des retraits massifs d’argent de la part des clients de sa filiale européenne, la Sberbank Europe AG, domiciliée en Autriche. Celle-ci, qui compte 800 000 clients (notamment en Autriche, en Hongrie, en République tchèque, en Slovénie, en Croatie, en Bosnie et en Serbie) et emploie 3 900 personnes, avec des actifs qui s'élèvent à 13 milliards d'euros, est alors proche de la faillite,. Le 2 mars, sa cotation principale à la Bourse de Moscou est suspendue, mais sa cotation à Londres a perdu 99 % de sa valeur et la filiale européenne ferme ses portes officiellement.
À la suite des sanctions internationales ciblant le géant bancaire, la filiale suisse de Sberbank, active dans le commerce de matières premières, est rachetée par Abdallah Chatila et renommée TradeXbank.